# Filles de la Vierge (Benebikira)
Les Filles de la Vierge (Benebikira en Kinyarwanda) forment une congrégation religieuse féminine enseignante et hospitalière de droit pontifical. C'est le 1er institut religieux autochtone féminin du Rwanda.

## Histoire
L'institut est fondé le 25 mars 1919 par Jean-Joseph Hirth (1854-1931) vicaire apostolique du Kivu et membre des missionnaires d'Afrique, avec l'aide des sœurs missionnaires de Notre-Dame d'Afrique, dans le but de créer une congrégation religieuse autochtone.
Le 25 juin 1935, le successeur de Hirth, Léon-Paul Classe, obtient l'autorisation de la congrégation pour la propagation de la foi, au nom du pape Pie XI, d'élever la pieuse union en congrégation religieuse.
Le 24 janvier 1953, les sœurs benebikira élisent leur première supérieure, devenant définitivement indépendantes des sœurs de Notre-Dame d'Afrique.

## Activités et diffusion
Les Filles de la Vierge se consacrent à la formation des catéchumènes et à la préparation des enfants aux sacrements, à l'enseignement, à la gestion de jardins d'enfants, de maison de retraite et de dispensaires. 
Elles sont présentes au Rwanda, Burundi, République démocratique du Congo, Kenya et Ouganda.
La maison-mère est à Butare au Rwanda.
En 2017, la congrégation comptait 382 sœurs dans 60 maisons.